# Dumitru Moraru
Dumitru Moraru (Bucarest, 8 maggio 1956) è un ex calciatore rumeno, di ruolo portiere.

## Palmarès

### Competizioni nazionali
- Campionato rumeno: 5

Steaua Bucarest: 1975-1976, 1977-1978
Dinamo Bucarest: 1981-1982, 1982-1983, 1983-1984
- Coppa di Romania: 5

Steaua Bucarest: 1975-1976, 1978-1979
Dinamo Bucarest: 1981-1982, 1983-1984, 1985-1986

### Competizioni internazionali
- Coppa dei Balcani: 1

Sportul Studențesc: 1979-1980